# Vuelo 830 de Olympic Airways
El vuelo 830 de Olympic Airlines era un vuelo nacional regular de pasajeros en Grecia desde Atenas a Kozani con una parada en Larisa. El 23 de noviembre de 1976 estaba siendo operado por un avión turbohélice NAMC YS-11A registrado en Grecia como SX-BBR cuando chocó a una altitud de 4265 pies con una montaña cerca de Serbia, destruyendo el avión y matando a las 50 personas a bordo.

## Accidente
Cuando el avión no pudo aterrizar en Larissa debido al mal tiempo, eligió volar directamente a Kozani a una altitud de 5500 pies. El último contacto de radio fue a las 09:45 cuando el piloto informó que estaba a unos 15 nm al sur de Kozani en un rumbo de 318 grados, se le dio el pronóstico del tiempo. A las 10:19 sin que se escuchara nada del avión, el aeropuerto declaró una emergencia y se descubrió que el vuelo 830 se había volado en una montaña a una altura de 4265 pies cerca del pueblo de Servia, las montañas estaban cubiertas de nubes.

## Investigación
La investigación demostró que la aeronave estaba en un rumbo de 310 grados cuando golpeó el suelo por primera vez, se desintegró en los próximos 200 metros antes de volver a volar en el aire y finalmente estrellarse al pie de otra colina. El fuego se había desatado después del impacto inicial y continuó ardiendo durante varias horas destruyendo el avión. En el lugar del accidente, la montaña de más de 3000 pies estaba cubierta de nubes.